# 주부 국제공항역
주부 국제공항역(일본어: 中部国際空港駅)은 일본 아이치현 도코나메시에 위치한 나고야 철도 공항선의 철도역으로 역 번호는 TA 24이다. 두단식 승강장 2면 3선의 구조를 갖춘 고가역이며 센트레아 나고야 주부 국제공항 연락철도가 제3종 철도사업자로서 노선을 보유하여 나고야 철도가 제2종 철도사업자로서 열차를 운행한다.

## 타는 곳
| 1     | ■ 뮤 스카이 | 나고야 · 기후 · 신우누마 · 신카니 방면                                    |
| 2 · 3 | ■ 공항선    | 오타가와 · 가나야마 · 나고야 · 이치노미야 · 기후 · 이누야마 · 신카니 방면 |

## 이용 현황
| 연도 | 1일 평균 승차 인원 | 1일 평균 승차 인원 | 1일 평균 승차 인원 |
| 연도 | 정기               | 정기외             | 합계               |
| ---- | ------------------ | ------------------ | ------------------ |
| 2004 | 5,628              | 23,744             | 29,372             |
| 2005 | 8,190              | 19,323             | 27,513             |
| 2006 | 8,150              | 16,793             | 24,943             |
| 2007 | 8,532              | 16,685             | 25,217             |
| 2008 | 8,028              | 15,727             | 23,755             |
| 2009 | 7,424              | 13,770             | 21,194             |
| 2010 | 7,162              | 13,732             | 20,894             |
| 2011 | 7,274              | 13,500             | 20,774             |
| 2012 | 7,466              | 14,057             | 21,523             |
| 2013 | 7,330              | 14,981             | 22,311             |
| 2014 | 7,330              | 15,246             | 22,576             |

## 역 주변
- 센트레아 나고야 주부 국제공항
- 주부 국제공항 액세스 플라자
- 센트레어 호텔

## 인접 역
| 나고야 철도 도코나메선 · 공항선  | 나고야 철도 도코나메선 · 공항선    | 나고야 철도 도코나메선 · 공항선 |
| -------------------------------- | ---------------------------------- | ------------------------------- |
| NH 33 진구마에 진구마에 방면     | □ 뮤 스카이                        | 시·종착역                       |
| TA 22 도코나메 진구마에 방면     | □ 뮤 스카이 · ■ 특급 · □ 쾌속 급행 | 시·종착역                       |
| TA 23 린쿠토코나메 진구마에 방면 | ■ 급행 · ■ 준특급 · ■ 보통         | 시·종착역                       |